# Campeonato Nacional de waterpolo masculino (Perú)
El Campeonato de Perú de waterpolo masculino es la competición más importante de waterpolo masculino que se disputa entre clubes peruanos y es organizada por la Federación Peruana de Deportes Acuáticos.

## Historia
La competición se realiza desde el año 1994, pero sin un sistema de competición definido. El Campeonato Nacional está organizado en una sola división en la que participan los cuatro mejores equipos del país en diversas categorías. De esta forma, el Campeonato Nacional se disputa en las categorías Absoluta u Open (Libre), Junior (Sub-20), Juvenil (sub-18) e Infantil (Sub-15). Desde la temporada 2000 el Campeonato Nacional se disputa de forma regular todos los años. En la temporada 2009 se introdujo el sistema de competición de dos torneos (Apertura y Clausura) y un juego final (play off) entre los ganadores de los Torneos Apertura y Clausura.

## Ediciones
Cuadro histórico con los campeones y vicecampeones del Campeonato Nacional peruano de waterpolo masculino categoría Absoluta:
| Año  | Primero                       | Segundo                       |
| ---- | ----------------------------- | ----------------------------- |
| 2013 | Club Deportivo Campo de Marte | Club de Regatas Lima          |
| 2012 | Club de Regatas Lima          | Club Deportivo Barracuda      |
| 2011 | No se disputó                 |                               |
| 2010 | Club Deportivo Campo de Marte | Club de Regatas Lima          |
| 2009 | Club de Regatas Lima          | Acuática Sports Center        |
| 2008 | Club de Regatas Lima          | Acuática Sports Center        |
| 2007 | Club Deportivo Campo de Marte | Club de Regatas Lima          |
| 2006 | Club de Regatas Lima          | Club Deportivo Campo de Marte |
| 2005 | Aquatica Sports Center        | San Karloss Club de Arequipa  |
| 2004 | Club Deportivo Campo de Marte | San Karloss Club de Arequipa  |
| 2003 | Club de Regatas Lima          | Club Deportivo Campo de Marte |
| 2002 | Club de Regatas Lima          | Club Deportivo Campo de Marte |
| 2001 | Club Deportivo Campo de Marte | Club de Regatas Lima          |
| 2000 | Club Deportivo Campo de Marte | Club de Regatas Lima          |
| 1999 | Club de Regatas Lima          | Club Deportivo Campo de Marte |
| 1998 | Club de Regatas Lima          | Los Inkas                     |
| 1997 | Club Deportivo Campo de Marte | Club de Regatas Lima          |
| 1996 | Los Inkas                     | Club Deportivo Campo de Marte |
| 1995 | Los Inkas                     | San Karloss Club de Arequipa  |
| 1994 | Lima                          | Arequipa                      |

## Palmarés
| Club                          | Títulos | Subcampeón |
| ----------------------------- | ------- | ---------- |
| Club de Regatas Lima          | 8       | 6          |
| Club Deportivo Campo de Marte | 7       | 5          |
| Los Inkas                     | 2       | 1          |
| Aquatica Sports Center        | 1       | 2          |
| Lima                          | 1       | 0          |
| San Karloss Club de Arequipa  | 0       | 3          |
| Arequipa                      | 0       | 1          |
| Club Deportivo Barracuda      | 0       | 1          |

## Equipos de la temporada 2014
| Club                           | Ciudad      | Región   |
| ------------------------------ | ----------- | -------- |
| Club Deportivo Campo de Marte  | Jesús María | Lima     |
| Club de Regatas Lima           | Chorrillos  | Lima     |
| Club Deportivo Vista Waterpolo | Jesús María | Lima     |
| Faraday Waterpolo              | Arequipa    | Arequipa |
| Draga Waterpolo                | Arequipa    | Arequipa |